# Freadelpha divisa
Freadelpha divisa är en skalbaggsart som först beskrevs av Konrad Fiedler 1939.  Freadelpha divisa ingår i släktet Freadelpha och familjen långhorningar. Inga underarter finns listade i Catalogue of Life.